# Подерв'янський Сергій Павлович
Сергі́й Па́влович Подерв'я́нський (нар. 15 липня 1916, Київ — пом. 9 лютого 2006, Київ) — український живописець, графік; член Спілки художників України з 1952 року. Чоловік мистецтвознавиці Людмили Міляєвої; батько художника Леся Подерв'янського.

## Життєпис
Народився 2 [15] липня 1916 року у місті Києві в родині підполковника медичної служби Київського військового шпиталю. Закінчив семирічну школу і вчився у Київському залізнично-дорожньому технікумі на архітектурному факультеті. З 9 років займався в приватній художній студії А. М. Вороненко-Вороного.
У 1937—1940 роки проходив строкову службу в Червоній армії на Далекому Сході. У 1941—1943 роках брав участь у німецько-радянській війні. У 1944—1945 роках — курсант Вищого Ленінградського топографічного училища. З 1946 року служив на Далекому Сході.
З жовтня 1946 року по 1952 рік навчався у Ленінградському інституті живопису, скульптури і архітектури імені І. Ю. Рєпіна Академії мистецтв СРСР (викладачі Костянтин Рудаков, Михайло Авілов, Володимир Конашевич). Дипломна робота «М. Г. Чернишевський в 1862 році в Петропавлівській фортеці» експонувалася на Виставці дипломних робіт випускників інституту в липні 1952 року в Ленінграді, в Науково-дослідному музеї Академії мистецтв СРСР.
З 1952 по 2005 рік у Київському державному художньому інституті (згодом НАОМА) — старший викладач, доцент з 1963 року, професор з 1982 року; у 1970—1977 роках — завідувач кафедрою рисунку. Серед його учнів: Олексій Аполлонов, Інна Биченкова, К. Бовкун, Олександр Бурлін, Зінаїда Васіна, А. Кипиченко, Леся Левада, Д. Михов, Ф. Пинхас, Олена Придувалова, Т. Русецька, В. Списаренко, Владислав Шерешевський, Анатолій Федірко та інші.
Жив у Києві в будинку на провулку Івана Мар'яненка, 14, квартира 13. Помер у Києві 9 лютого 2006 року.

## Творчість
Працював в галузі станкового живопису, портрету, пейзажу, натюрморту, ню, у галузі книжкової графіки — ілюстрував книги українських та зарубіжних авторів, виготовляв плакати. Серед робіт:
- плакат «Вугілля і метал» (1931);
- «Портрет штампувальника заводу „Більшовик“ М. Бикова» (1958);
- «Валя» (1958, акварель, пастель; Харківський художній музей);
- «Покинута» (1961, темпера; Національний музей Тараса Шевченка);
- «Верстатобудівники» (1964, темпера);
- «За живою стіною» (1965);
- «Портрет штурмана антарктичного походу В. Дзюбенка» (1968);
- «Портрет фрезерувальника заводу „Більшовик“ В. Попенка» (1969, темпера);
- «Портрет народного художника СРСР Ф. Нірода» (1970);
- «Портрет архітектора Є. І. Катоніна» (1975);
- «Портрет художниці Г. І. Галинської» (1978);
- «У дні окупації» («Портрет матері», 1980);
- «Портрет артистки Н. Костенко» (1980);
- «Портрет художника А. Пламентицького» (1981);
- «Зміна» (1981);
- «Портрет професора Н. Сергієнка» (1985);
- «Між боями» (1988).

Виконав ілюстрації до творів:
- «Устим Кармалюк» Василя Кучера (1954);
- «Хто винен?» Олександра Герцена (1958);
- «Діти підземелля» Володимира Короленка (1964);
- «Спартак» Рафаелло Джованьйолі (1966);
- «Овід» Етель Ліліан Войнич (1967).

Брав участь у київських, республіканських, всесоюзних та зарубіжних виставках з 1958 року. Персональні виставки відбулися в Києві в 1973 і в 2006 році. 
Твори художника знаходяться у Національному художньому музеї України, у приватних збірках Франції, США, Південної Кореї та України.

## Відзнаки
- медаль «За бойові заслуги» (2 листопада 1942)[3];
- Заслужений діяч мистецтв УРСР з 1980 року;
- Народний  художник України з 1992 року[1].